# KENJIRO SAKIYA HAND MADE MUSIC BOX "BRIDAL EDITION"
『KENJIRO SAKIYA HAND MADE MUSIC BOX"BRIDAL EDITION"』（ケンジロウ・サキヤ・ハンド・メイド・ミュージック・ボックス・“ブライダル・エディション”）は、崎谷健次郎の通算2枚目のインストゥルメンタル・アルバム。2000年7月1日に発売された。

## 解説
- 「結婚」をテーマにしたインストゥルメンタル・アルバムで、全編が崎谷によるオルゴール編曲である。
- CDケースはスライド式のプラスティック・ケースで、タイトルおよび収録曲が金文字で直接印字されている。ブックレットは添付していない[2]。
- プロデュースおよび全楽曲演奏は、崎谷健次郎。
- 監督は、村健次。

## 収録曲
1. きみのために僕がいる - 当該CDケース記載「君のために僕がいる」は誤植。
2. Love is... beautiful
3. secret garden
4. もう一度夜を止めて
5. you'll miss me
6. 原色の花
7. 夏のポラロイド
8. おだやかな愛があれば
9. くされ縁もいいさ
10. EXTRA TRACK 再会までSo Long変奏曲

　　全10曲　作曲 / 編曲 : 崎谷健次郎